# Freunde fürs Leben (Fernsehserie)
Freunde fürs Leben ist eine deutsche Fernsehserie des Zweiten Deutschen Fernsehens (ZDF), die von 1992 bis 2001 von der ndF in Lübeck produziert wurde.

## Handlung
Ausgangspunkt der Handlung ist ein Suizidversuch des verschuldeten älteren Allgemeinmediziners Dr. Walter Leibrecht. Er kann Haus und Praxis, die zuvor schon sein Vater geführt hatte, nicht mehr halten. Die zufällig anwesenden Ärzte Bernd Rogge (Gynäkologe), Stefan Junginger (Internist) und Daniel Holbein (Kinderarzt) retten ihm das Leben. Leibrecht bietet jedem von ihnen die Praxis zum Kauf an. Da keiner der drei alleine das Geld aufbringen kann, tun sie sich zusammen und eröffnen eine Gemeinschaftspraxis. 
Neben den Patienten steht vor allem die zwischen den drei Ärzten entstehende Freundschaft und ihr Privatleben im Zentrum der Handlung. So gehen sie im Verlauf der Handlung Beziehungen oder Ehen ein, die oft wieder zerbrechen, und gründen Familien. Auch Walter Leibrecht und Arzthelfer Rüdiger Kissling mit seinen wechselnden Kolleginnen sind tragende Bestandteile der Serie. Bernd Rogge wird zu Beginn der dritten Staffel ermordet aufgefunden. Zuvor hatte er einen Urlaub geplant und seinen Studienfreund Jörg Sommer darum gebeten, seine Vertretung zu übernehmen. Nach einer kurzen Bedenkzeit entschließt Jörg sich dazu, in die Gemeinschaftspraxis einzusteigen. 
Stefan Junginger folgt am Ende der sechsten Staffel seiner Lebensgefährtin Laura Domin in die USA. Daraufhin wollen Jörg und Daniel die Praxis auflösen, doch nach einem Unfall von Rüdiger tritt Gregor Kolb als dessen behandelnder Arzt in ihr Leben und wird schließlich Stefans Nachfolger. Nach dem Scheitern seiner Beziehung mit Jutta Brandt entschließt sich Daniel Holbein dazu, in ein Kloster zu gehen. Die Serie endet, kurz nachdem Jörg und Gregor in Dr. Christoph Eichhorn einen neuen Kinderarzt für ihre Praxis gefunden haben.

## Figuren
Dr. Bernd Rogge ist Gynäkologe. Er hat eine Affäre mit der Baronin Birgit von Teuffel und pflegt einen ausschweifenden Lebensstil. Später verliebt er sich in Roswitha Schütze, trennt sich von Birgit und will ein Vater für Roswithas Tochter Kirsten sein, deren leiblicher Vater im Gefängnis sitzt. Nach einigem Hin und Her wollen Bernd und Roswitha heiraten, doch auf dem Weg zum Polterabend erleidet Roswitha einen Autounfall, an dessen Folgen sie stirbt. 
Weil er als Kind selbst Vollwaise war, kämpft Bernd um das Sorgerecht für Kirsten, das auch deren Tante Ilse Lohse beansprucht. Da er als verheirateter Mann bessere Chancen hat, geht er eine Scheinehe mit der Sozialarbeiterin Friederike Philipp ein. Friederike verliebt sich in Bernd, der nach Roswithas Tod jedoch seine Affäre mit Birgit wieder aufleben lässt. Schließlich wird er von Birgits eifersüchtigem Ehemann Nikolai Baron von Teuffel erschossen.
Dr. Stefan Junginger war Internist in einem Krankenhaus, bevor die Gemeinschaftspraxis eröffnet wurde. Er verliebt sich in die Pianistin Andrea Wolf, deren Karriere gerade in den Startlöchern steht. Beide kommen zusammen und Andrea wird schwanger. Am Ende der ersten Staffel heiraten beide, doch Andrea wird mit der Mutterrolle nicht glücklich. Sie gibt wieder mehr Konzerte und plant eine Tournee. Stefan trennt sich von ihr, nachdem er sie beim Fremdgehen mit dem Bassisten Steve Conolly ertappt hat. Andrea entscheidet sich gegen ihre Ehe und ihren Sohn Hannes, den Stefan fortan mit „Opa Fricke“ alleine aufzieht. 
In der dritten Staffel kommt er mit der Taxifahrerin Hanna Uhlenhorst zusammen und die beiden nehmen auch die verwaiste Kirsten zu sich. Wegen Stefans Unentschlossenheit zu ihrer Beziehung und der Tatsache, dass sie sich in den Taxifahrer Jo Ninzler verliebt, trennt sich Hanna kurz vor der Hochzeit von ihm. Später verliebt er sich in das Model Laura Domin, die aus Schuldgefühlen ihrer behinderten Schwester gegenüber zunächst keine Beziehung mit ihm eingehen will. Zwischenzeitlich liegt Stefan infolge eines Unfalles im Koma. Schließlich beschließen Stefan und Laura zu heiraten. Als Laura ein Jobangebot in den USA erhält, wandert die ganze Familie aus.
Dr. Daniel Holbein ist Kinderarzt. Er ist stets mit seinem Rennrad unterwegs und sehr an östlicher Meditation und dem zugehörigen Lebensstil interessiert. Er ist der Sohn von Marlies Holbein und stammt aus einer sehr vermögenden Familie. Zwar macht er sich nicht viel aus Geld, möchte aber irgendwann das Vermögen seines verstorbenen Vaters selbst verwalten. Es stellt sich heraus, dass dies aufgrund verschiedener Anlagen- und Aktienpakete mehrere Hundertmillionen Mark beträgt. Als Marlies vor der Steuerfahndung flüchtet, transferiert sie das Vermögen von Daniels Vater in die Schweiz, damit es dort sicher ist. 
Für kurze Zeit ist er mit Stefans Schwester Susanne Junginger zusammen, doch beide haben zu unterschiedliche Interessen. Nach der Trennung fliegt er nach Sri Lanka zu einem Guru, um zu sich selbst zu finden. Nach seiner Rückkehr heiratet er Anfang der vierten Staffel Dr. Beate Chevalier, die in einem Krankenhaus arbeitet. Beide wünschen sich Kinder, doch Daniel ist unfruchtbar. Beate geht kurz darauf für eine Hilfsorganisation nach Bosnien. 
Sie kommt Anfang der fünften Staffel zurück und hat die drei vermeintlichen Waisenkinder Ilonka, Tanja und Jurek bei sich, deren Eltern offenbar bei einem Bombenangriff ums Leben kamen. Obwohl zunächst einer Adoption der drei Kinder nichts im Wege steht, taucht plötzlich und unvermittelt die leibliche Mutter auf, die wider Erwarten einen Angriff von Soldaten in Bosnien überlebt hat und sich lediglich verstecken musste. Obwohl sie Beate und Daniel sehr dankbar dafür ist, dass sie sich so gut um die Kinder gekümmert haben, verkraftet Beate den Verlust nicht und geht nach Afrika. In der siebten Staffel ist er mit Jutta zusammen. Anfang der achten Staffel geht Daniel in ein Kloster und verlässt endgültig die Praxis.
Dr. Walter Leibrecht ist praktischer Arzt und zunächst alleiniger Inhaber einer Allgemeinpraxis. Als diese in immer schwerere finanzielle Schwierigkeiten gerät, unternimmt er einen Suizidversuch, indem er sich im Meer ertränken will. Bei seiner Rettung lernen sich die jungen Ärzte Dr. Rogge, Dr. Junginger und Dr. Holbein zum ersten Mal kennen. Er bietet dem Ärztetrio die Praxis zum Kauf an. Jedoch kann sich keiner der jungen Ärzte eine solche finanzielle Investition erlauben. Zudem liegt sein bester Freund, Steuerberater und Patient mit einem durchgebrochenen Magengeschwür im Krankenhaus und stirbt schließlich daran. Leibrecht macht sich selbst große Vorwürfe deswegen. 
Aus lauter Verzweiflung unternimmt er kurze Zeit später einen zweiten Suizidversuch mit einer Überdosis Tabletten, den er ebenfalls überlebt. Schließlich gelingt die Übernahme der Praxis durch die neuen Ärzte doch. Er verkauft bzw. vermietet seine Praxis an das Ärztetrio, das diese zuerst einmal umfangreich umgestaltet. Er geht eine Beziehung mit Daniels Mutter Marlies Holbein ein, die Jahre zuvor seine Patientin war. Er profitiert einerseits von ihrem Reichtum, teilt jedoch andererseits ihre Interessen an Reisen, Kultur und höheren gesellschaftlichen Kreisen nur begrenzt. Dadurch wird ihre Beziehung immer wieder auf die Probe gestellt.
Leibrecht ist ein großer beleibter Mann, der sowohl dem Alkohol als auch Zigaretten sehr zugetan ist. Daher ist er oft in der Weinstube zu Gast, zu dessen Wirt Ludwig er eine freundschaftliche Beziehung führt, obwohl dieser ihn immer wieder dazu mahnt, endlich seine vielen Schulden zu bezahlen. Zu Beginn der ersten Staffel leidet er plötzlich an Gedächtnisverlust, Wahnvorstellungen und Orientierungsverlust, was den Verdacht nahelegt, dass er an der Alzheimer-Krankheit erkrankt sei. Wie sich jedoch später herausstellt, nimmt er viel zu viele Medikamente völlig durcheinander zu sich, was alle Symptome erklärt.
Als Marlies auf der Flucht vor der Steuerfahndung Deutschland verlassen muss, trennen sie sich endgültig. Walter steht dem ganzen Praxisteam immer wieder mit Rat und Tat zur Seite. So praktiziert er gelegentlich sogar noch als Arzt und hilft in der Praxis aus, wobei seine Diagnosen und Herangehensweisen etwas eigenwillig sind und zu offenkundig ist, dass sein medizinisches Wissen veraltet ist. Er sehnt sich nach sinnvollen Aufgaben und fühlt sich im Verlauf der Serie oftmals einsam. Mitte der sechsten Staffel erfährt er, dass er eine Tochter hat, die ihn besuchen kommt.
Dr. Jörg Sommer ist ebenfalls Gynäkologe und kommt als Ersatz für Bernd in die Praxis, der ihn als Urlaubsvertretung engagiert hat. Es benötigt zunächst etwas Überzeugungsarbeit, bis er dem Einstieg in die Praxis zustimmt, da er lieber als Vertretungsarzt arbeiten möchte. Später gesteht er, dass er Angst vor Geburten hat, weil ihm in der Praxis seines Vaters, der ebenfalls Gynäkologe war, einmal ein Kind direkt nach der Geburt starb. 
Jörg ist verheiratet mit Ruth und hat einen jugendlichen Sohn namens Philipp. Philipp macht den beiden in der vierten Staffel Ärger. Er fehlt immer wieder in der Schule, die er später sogar ganz abbricht, sehr zum Unmut seiner Eltern. Am Ende der siebten Staffel beschließen Jörg und Ruth, sich scheiden zu lassen. So steht einer Beziehung mit der jungen Studentin Natascha Amberg nichts mehr im Wege. Sie übernimmt später kurzzeitig die Vertretung für Daniel.
Dr. Gregor Kolb ist Chirurg in einer Klinik. Er operiert Rüdiger, als der schwer verletzt wird. Jörg verdächtigt ihn zu Beginn, gepfuscht zu haben, doch nachdem sich alles geklärt hat, bieten ihm Daniel und Jörg die offene Stelle in der Praxis an. Gregor ist mit Emma zusammen, die jedoch noch verheiratet ist. Ihr Ehemann ist Banker und hat eine Beziehung zu einem Mann. Emma und ihr Ehemann führen lediglich eine Scheinehe, da er sonst bei der Bank entlassen würde. Gregor und Emma ziehen zusammen und bekommen eine kleine Tochter, Lisa. Ende der achten Staffel stirbt Emma.
Dr. Christoph Eichhorn ist ebenfalls Kinderarzt und übernimmt nach Daniels Ausstieg die freie Stelle in der Praxis. Er hat einen kleinen Bruder namens Kai, für den er erziehungsberechtigt ist.
Renate Paulus war schon bei Walter Arzthelferin und hat zuletzt nach Kräften versucht, die Praxis zu retten. So manipulierte sie zu Beginn der Serie Abrechnungen, indem sie Behandlungen in Rechnung stellte, die so nicht durchgeführt wurden. Als Begründung dafür führte sie an, dass Dr. Leibrecht am Ende kaum noch Patienten behandelt habe und die Praxis in immer schlimmere finanzielle Schwierigkeiten geraten sei. Daher trugen die Krankenkassen Forderungen von mehr als 70.000 DM an sie heran. Dies konnte jedoch durch das Engagement der jungen Ärzte niedergeschlagen werden. Sie ist die „gute Seele“ der Praxis und tut sich manchmal schwer mit ihren neuen jüngeren Kollegen. Nach dem Tod von Bernd Rogge verliert sie die Freude an der Arbeit und geht in den Ruhestand.
Andrea Junginger, geb. Wolf ist eine Pianistin, die kurz vor ihrem großen Durchbruch steht, als sie Stefan kennenlernt. Ihm zuliebe schraubt sie ihre Engagements zurück und beschließt, ein Baby zu bekommen; zuvor heiratet sie Stefan. Später erkennt sie, dass Familie und Beruf nur schwer zu vereinbaren sind. Schweren Herzens entschließt sie sich, wieder mehr zu arbeiten. Sie betrügt Stefan später mit dem Bassisten Steve Conolly und kümmert sich fortan nur noch um ihre Karriere. Nach der Trennung von Steve muss sie bei einem kurzen Gastspiel in Lübeck enttäuscht erkennen, dass Stefan in Hanna eine neue Liebe gefunden hat, die für Hannes wie eine Mutter geworden ist. Obwohl sie nach der Heirat den Namen Junginger annimmt, tritt sie immer noch unter dem Künstlernamen „Andrea Wolf“ auf.
Jens Fricke ist Fischer und Landwirt und ursprünglich der Vermieter von Stefan Junginger. Er ist von Anfang an gegenüber Stefan stets freundlich und immer wieder hilfsbereit. Im späteren Verlauf der Serie stellt sich heraus, dass er in finanziellen Schwierigkeiten steckt und deshalb sein Haus verkaufen muss. Da große Forderungen der Bank offen sind, muss er sein Haus zum Preis von 600.000 DM verkaufen. Stefan Junginger ist zwar an dem Haus interessiert, kann sich jedoch einen solch hohen Kaufpreis nicht erlauben. Daher schlägt Andrea Junginger vor, ihm das Haus heimlich für den genannten Betrag abzukaufen und ihn dort wohnen zu lassen. Dennoch muss die Familie mitsamt Jens Fricke und Kuh Berta in ein neues Bauernhaus umziehen, da sich herausstellt, dass ihm das alte Haus nie gehört hat.
Zu Anfang übernimmt er gelegentlich Babysitting-Dienste und kümmert sich um Stefans Sohn Hannes. Als Andrea jedoch immer erfolgreicher wird und daher seltener zu Hause ist bzw. die Ehe in die Brüche geht, zieht er das Kind mit Stefan allein auf. Er fungiert daher als Ersatzopa und wird oftmals liebevoll als „Opa Fricke“ bezeichnet. Durch sein Zutun kommt Stefan später mit der Taxifahrerin Hanna Uhlenhorst zusammen.
Rüdiger Kissling war zuvor Krankenpfleger und wird von Walter ins Praxisteam geholt. Er geht eine Beziehung mit Friederike Rogge ein und baut in dieser Zeit ein enges Verhältnis zu deren Stieftochter Kirsten auf. Zeitgleich verlieben sich die beiden in neue Partner und trennen sich voneinander. Rüdigers neue Beziehung zu seiner Kollegin Julia Talbach geht in die Brüche, nachdem sie infolge eines Überfalls und einer versuchten Vergewaltigung die Stadt verlassen hat. Anfang der sechsten Staffel moderiert Rüdiger die Radiosendung Night Talk. Zu Beginn der siebten Staffel hat er einen Autounfall, der eine Querschnittlähmung nach sich zieht. Er zieht zu seiner Kollegin Bärbel Schmitz, die sich seit langem für ihn interessiert, ist aber zunächst vollkommen in sich gekehrt.
Kirsten Schütze ist die Tochter von Roswitha. Ihren leiblichen Vater kennt sie nicht. Ihre Mutter Roswitha erzählt ihr immer, dass dieser in Südamerika lebe. In Wirklichkeit sitzt er jedoch im Gefängnis. An seine Stelle tritt Bernd Rogge als Roswithas Lebensgefährte. Nachdem Roswitha an den Folgen eines Autounfalls gestorben ist, kämpft Bernd um das Sorgerecht für Kirsten und geht deshalb sogar eine Scheinehe mit der Sozialarbeiterin Friederike ein. Wenige Wochen später wird Bernd vom Ehemann seiner Geliebten erschossen, woraufhin Kirsten zunächst alleine bei ihrer Stiefmutter Friederike und später zusammen mit deren neuem Partner Rüdiger lebt. 
Nach der Trennung von Rüdiger verlässt Friederike mit ihrem neuen Lebensgefährten Rolf Küster die Stadt und lässt Kirsten zurück. Sie bleibt für kurze Zeit bei Daniel und Beate, die sich sehr ein Kind wünschen. Als die drei nicht gut miteinander harmonieren, findet Kirsten auf dem Hof von Jens Fricke bei Stefan und Hanna ein neues Zuhause. Zusammen mit Stefans neuer Partnerin Laura und Hannes geht sie in die USA.
Marlies Holbein ist die Mutter von Daniel Holbein und eine sehr erfolgreiche und wohlhabende Geschäftsfrau, die sich sehr auf den Umgang mit Geld versteht. Sie geht eine Beziehung mit Walter Leibrecht ein. Immer wieder versucht sie eine Partnerin bzw. Frau für ihren Sohn zu finden. Im Laufe der Serie wird sie sogar Konsulin von Nepal und verkehrt in Diplomatenkreisen. Irgendwann verspekuliert sie sich jedoch mit einer risikoreichen Geldanlage und gerät in das Visier der Steuerfahndung, was sie dazu veranlasst, in die Schweiz zu fliehen. Zunächst taucht sie in der Serie nicht mehr auf. 
Irgendwann wird sie jedoch von ihrem Sohn Daniel kontaktiert, da sie sein millionenschweres Vermögen, um es vor der Steuerfahndung zu retten, in die Schweiz transferiert hat. Dieser benötigt rund zwei Millionen Mark, um eine Hilfsaktion seiner Frau Beate Chevalier in Bosnien zu unterstützen. Daraufhin reist sie inkognito nach Deutschland und lernt so Daniels Ehefrau Beate und ihre drei Adoptivkinder kennen. Zur großen Überraschung aller ist sie von der Vorstellung, dreifache Großmutter zu sein, begeistert und schließt die Kinder direkt in ihr Herz. Als ihr die Steuerfahndung immer weiter auf den Fersen ist, muss sie schließlich wieder sehr spontan in die Schweiz flüchten. Walter Leibrecht, der immer noch in sie verliebt ist, entschließt sich dazu, in das Auto einzusteigen und mitzufahren. 
Er verbringt einige Zeit bei ihr, jedoch ist er nach kurzer Zeit unglücklich und gelangweilt. Auf einer Feier eines adeligen Ehepaares, zu der sowohl Marlies als auch Walter eingeladen sind, betrinkt sich Walter lieber gemeinsam mit dem Gastgeber, als Marlies bei der Verbesserung ihrer angeschlagenen Reputation zu unterstützen. Daraufhin entscheidet sie sich für die endgültige Trennung von Walter, da sie spürt, dass sich beide eher gegenseitig behindern, als sich zu unterstützen. 
Herbert Moll ist Andrea Jungingers erster Musikproduzent. Obwohl Andrea eigentlich Klassische Musik spielen möchte, überredet er sie dazu, sich der moderneren Musik zuzuwenden. So produziert er schließlich mit ihr sowohl eine Schallplatte als auch ein Musikvideo des von Andrea selbstkomponierten Stücks Waves, das ein großer Erfolg wird und Andrea berühmt macht. Im Verlauf der Serie gesteht er Andrea, dass er sich in sie verliebt hat. Während der Produktion ihrer zweiten Schallplatte wird er aufgrund finanzieller Unregelmäßigkeiten in der Produktionsfirma verhaftet. 
Er gibt immer wieder zu verstehen, dass er für die Situation nicht verantwortlich sei, sondern es sich um eine Intrige seines Konkurrenten Janosch Borg handele, der Andrea ebenfalls unter wesentlich besseren Bedingungen unter Vertrag nehmen möchte. Er ermutigt Andrea selbstlos, weiterzuproduzieren. Nachdem er aus dem Gefängnis freigekommen ist, ist er kurzzeitig Mitarbeiten von Janosch Borg, wird aber von diesem dann entlassen.

## Episodenliste
Die Folgen 1 und 2, 27 und 28 sowie 81 und 82 wurden bei ihrer Erstausstrahlung als zusammengeschnittene Pilotfilme zur ersten, dritten bzw. siebten Staffel ausgestrahlt. Bei späteren Wiederholungen wurden diese Episoden dann mitunter in separater Form gezeigt.
| 1. Staffel (D 1992–1993) - 1. Nachfolger (28. Oktober 1992) - 2. Neuer Lebensmut (28. Oktober 1992) - 3. Herzensbrecher (31. Oktober 1992) - 4. Pillenglück (7. November 1992) - 5. Todestanz (14. November 1992) - 6. Liebeszauber (21. November 1992) - 7. Blinde Angst (28. November 1992) - 8. Teufelskreis (5. Dezember 1992) - 9. Rot oder schwarz (12. Dezember 1992) - 10. Karrierefieber (19. Dezember 1992) - 11. Hirngespinste (7. Januar 1993) - 12. Hoffnungsschimmer (14. Januar 1993) - 13. Prügelknabe (21. Januar 1993) - 14. Hochzeitsnacht (28. Januar 1993) 2. Staffel (D 1993) - 15. Todeskurve (4. Februar 1993) - 16. Rosenkavalier (11. Februar 1993) - 17. Brautschau (18. Februar 1993) - 18. Millionending (25. Februar 1993) - 19. Angstpartie (4. März 1993) - 20. Kindesraub (11. März 1993) - 21. Eifersucht (18. März 1993) - 22. April, April (25. März 1993) - 23. Polterabend (1. April 1993) - 24. Waisenkind (8. April 1993) - 25. Liebesdienste (15. April 1993) - 26. Dickes Ende (22. April 1993) 3. Staffel (D 1994) - 27. Herzschuss – Teil I (28. September 1994) - 28. Herzschuss – Teil II (28. September 1994) - 29. Scherenschnitte (29. September 1994) - 30. Sommerloch (6. Oktober 1994) - 31. Sorgenkinder (13. Oktober 1994) - 32. Abschiedsschmerzen (27. Oktober 1994) - 33. Liebestöter (3. November 1994) - 34. Rollentausch (10. November 1994) - 35. Irrenhaus (17. November 1994) - 36. Traumurlaub (24. November 1994) - 37. Schlussverkauf (1. Dezember 1994) - 38. Rauschgoldengel (8. Dezember 1994) - 39. Liebesbriefe (15. Dezember 1994) - 40. Torschlusspanik (22. Dezember 1994) - 41. Rennfieber (29. Dezember 1994) 4. Staffel (D 1995) - 42. Schneckenhaus (5. Januar 1995) - 43. Engelhaar (12. Januar 1995) - 44. Eisenbart (19. Januar 1995) - 45. Mordverdacht (26. Januar 1995) - 46. Doppelgänger (2. Februar 1995) - 47. Fernsehstars (9. Februar 1995) - 48. Todesengel (16. Februar 1995) - 49. Kuhhandel (23. Februar 1995) - 50. Marzipanschweinchen (2. März 1995) - 51. Seifenblasen (9. März 1995) | - 52. Kindesraub (16. März 1995) - 53. Knastbrüder (23. März 1995) - 54. Endstation (30. März 1995) - Special: Das größte Fest des Jahres – Weihnachten bei unseren Fernsehfamilien/Wintermärchen (23. Dezember 1995) 5. Staffel (D 1996–1997) - 55. Königskind (14. November 1996) - 56. Vaterliebe (21. November 1996) - 57. Kännchenmännchen (28. November 1996) - 58. Brautentführung (5. Dezember 1996) - 59. Freundschaftsvertrag (12. Dezember 1996) - 60. Einsiedlerkrebs (19. Dezember 1996) - 61. Götterdämmerung (2. Januar 1997) - 62. Fräuleinwunder (9. Januar 1997) - 63. Singleblues (15. Januar 1997) - 64. Traumfrau (23. Januar 1997) - 65. Sternschnuppe (30. Januar 1997) - 66. Brandstifter (13. Februar 1997) - 67. Bärendienst (20. Februar 1997) 6. Staffel (D 1997) - 68. Liebesnacht (27. Februar 1997) - 69. Schönheitskult (6. März 1997) - 70. Schwesterherz (13. März 1997) - 71. Achillesferse (20. März 1997) - 72. Gewissensnöte (27. März 1997) - 73. Spurensuche (3. April 1997) - 74. Treueschwüre (10. April 1997) - 75. Sirenengesang (17. April 1997) - 76. Regenbogen (24. April 1997) - 77. Geiselnahme (1. Mai 1997) - 78. Hochzeit (8. Mai 1997) - 79. Funnybaby (15. Mai 1997) - 80. Damenwahl (22. Mai 1997) 7. Staffel (D 1999) - 81. Starallüren – Teil 1 (18. März 1999) - 82. Starallüren – Teil 2 (18. März 1999) - 83. Hilfeschrei (1. April 1999) - 84. Ausgespielt (8. April 1999) - 85. Alptraum (15. April 1999) - 86. Baby-Blues (22. April 1999) - 87. Herzflimmern (29. April 1999) - 88. Hoffnungsschimmer (6. Mai 1999) - 89. Karriereknick (20. Mai 1999) - 90. Liebesleid (27. Mai 1999) - 91. Lebenswege (17. Juni 1999) 8. Staffel (D 2001) - 92. Turbulenzen (2. Oktober 2001) - 93. Himmelszeichen (9. Oktober 2001) - 94. Risiko (23. Oktober 2001) - 95. Lösegeld (30. Oktober oder 6. November 2001) - 96. Glücksmomente (13. November 2001) - 97. Liebesbeweise (20. November 2001) - 98. Bruderliebe (27. November 2001) - 99. Kinderkrankheiten (4. Dezember 2001) - 100. Schicksalsmomente (11. Dezember 2001) - 101. Schutzengel (18. Dezember 2001) |

## Besetzung
| Darsteller               | Rolle                                 | Folgen       | Staffeln |
| ------------------------ | ------------------------------------- | ------------ | -------- |
| Stefan Wigger            | Bankdirektor Möllemann                | 1–2          | 1        |
| Wilfried Klaus           | Dr. Anton Tobler                      | 1–3          | 1        |
| Jürgen Zartmann          | Alfred Junginger                      | 1–20         | 1–2      |
| Nina Hoger               | Roswitha Schütze †                    | 1–23         | 1–2      |
| Gunter Berger            | Dr. Bernd Rogge †                     | 1–26         | 1–2      |
| Sissy Höfferer           | Birgit Baronin von Teuffel            | 1–28         | 1–3      |
| Gisela Peltzer           | Renate Paulus                         | 1–32         | 1–3      |
| Maren Schumacher         | Andrea Junginger geb. Wolf            | 1–41         | 1–3      |
| Ruth Maria Kubitschek    | Marlies Holbein geb. Jacob            | 1–32, 52–57  | 1–3, 4–5 |
| Janine Dissel            | Kirsten Schütze                       | 1–80         | 1–6      |
| Karl-Heinz Kreienbaum    | Jens Fricke                           | 1–80         | 1–6      |
| Michael Lesch            | Dr. Stefan Junginger                  | 1–80         | 1–6      |
| Franz-Josef Steffens     | Ludwig †                              | 1–90         | 1–7      |
| Stephan Schwartz         | Dr. Daniel Holbein                    | 1–97         | 1–8      |
| Alexander May            | Dr. Walter Leibrecht                  | 1–101        | 1–8      |
| Gustav-Peter Wöhler      | Eugen Strobel                         | 2–17         | 1–2      |
| Hanns Menninger          | Chauffeur Wagand                      | 2–54         | 1–4      |
| Kurt Ackermann           | Hotelmanager Manz                     | 4–23         | 1–2      |
| Rolf Becker              | Herbert Moll                          | 4–26         | 1–2      |
| Leon Boden               | Klaus Gallwitz                        | 5–30         | 1–3      |
| Martin Semmelrogge       | Herr Däumler                          | 5–30         | 1–3      |
| Werner Cartano           | Butler                                | 6–8          | 1        |
| Jens Fischer             | Paul Sherman                          | 6–10         | 1        |
| Ivan Desny               | Nikolai Baron von Teuffel †           | 6–28         | 1–3      |
| Jennifer Nitsch          | Susanne Junginger                     | 7–26         | 1–2      |
| Claus Wilcke             | Dr. Storm                             | 8–9          | 1        |
| Andrea Lüdke             | Gisela Alsfeld                        | 9–45         | 1–4      |
| Marek Erhardt            | Rüdiger Kissling                      | 9–101        | 1–8      |
| Constanze Engelbrecht    | Dr. Claudia Hornung                   | 11–14        | 1        |
| Giulia Follina           | Schwester Hildegard                   | 12–23        | 1–2      |
| Karlheinz Maslo          | Dieter Menge                          | 14–18        | 1–2      |
| Jörg Gillner             | Dr. Scholz                            | 15–16        | 2        |
| Irmhild Wagner           | Schwester Mechthild                   | 15–16        | 2        |
| Lutz Lansemann           | Herr Nagel                            | 15–18        | 2        |
| Annette Mayer            | Elisabeth                             | 15–26        | 2        |
| Andreas Mannkopff        | Otto Lehmbruck                        | 16–17        | 2        |
| Anna Sekoulov            | Schwester Inge                        | 16–22        | 2        |
| Mathieu Carrière         | Werner Westfal                        | 18–22        | 2        |
| Marion Kracht            | Verena Westfal geb. Gregorius         | 20–22        | 2        |
| Béla Erny                | Janosch Borg                          | 20–26        | 2        |
| Ilona Wiedem             | Hanna Junginger                       | 20–26        | 2        |
| Barbara Feltus           | Astrid                                | 23–25        | 2        |
| Gamini Fonseka           | Fasal Hakim „The Master“              | 24–25        | 2        |
| Dharmadasa Kuruppu       | Wächter                               | 24–25        | 2        |
| Claudia Rieschel         | Ilse Lohse geb. Schütze               | 24–26        | 2        |
| Sabine Wegner            | Friederi(c)ke Rogge geb. Philipp      | 24–46        | 2–4      |
| Max Herbrechter          | Hans Bader                            | 25–26        | 2        |
| Heikko Deutschmann       | Assistent Lamprecht #1                | 27–28        | 3        |
| Angela Stresemann        | Frau Reinbeck                         | 27–28        | 3        |
| Jan Hendrik Heinzmann    | Biker                                 | 27–35        | 3        |
| Klaus Mikoleit           | Kommissar Woiczek                     | 27–45        | 3–4      |
| Sven Martinek            | Steve Conolly                         | 28–32        | 3        |
| Jörg Friedrich           | Hauptwachtmeister Werner              | 28–53        | 3–4      |
| Bernd Herzsprung         | Prof. Dr. Jörg Sommer                 | 28–101       | 3–8      |
| Evelyn Meyka             | Frau Storz                            | 29–34        | 3        |
| Olivia Pascal            | Dr. Beate Chevalier                   | 29–61        | 3–5      |
| Marijam Agischewa        | Ruth Sommer                           | 29–65, 81–90 | 3–5, 7   |
| Michael Schönborn        | Herr Heimeran                         | 30–33        | 3        |
| Noemi Steuer             | Hanna Uhlenhorst                      | 30–58        | 3–5      |
| Victor von dem Bussche   | Philip(p) Sommer                      | 30–82        | 3–7      |
| Julia Richter            | Julia Talbach                         | 31–64        | 3–5      |
| Isabella Grothe          | Lehrerin                              | 34–38        | 3        |
| Ursula Hinrichs          | Oberschwester                         | 38–39        | 3        |
| Wilfried Dziallas        | Hermann Uhlenhorst                    | 38–55        | 3–5      |
| Udo Thies                | Rolf Küster                           | 42–46        | 4        |
| Roland Kieber            | Ober                                  | 43–55        | 4–5      |
| Mathias Noack            | Willy Mattausch †                     | 45–48        | 4        |
| Helga Göring             | Cynthia von Bogen †                   | 49–50        | 4        |
| Michael Brandner         | Gisbert Müller von Bogen              | 50–51        | 4        |
| Alf Marholm              | Dr. Paul Tauber                       | 50–54        | 4        |
| Gabriele Blum            | Schwester Claudia                     | 51–52        | 4        |
| Marc Degener             | Markus Reichert                       | 51–52        | 4        |
| Bettina Kupfer           | Sylvia Reichert geb. Wörner           | 51–52        | 4        |
| Judith von Radetzky      | Helene Vierchow                       | 51–52        | 4        |
| Ayfer Arman              | Tanja                                 | 52–59        | 4–5      |
| Canan Ercel              | Ilonka                                | 52–59        | 4–5      |
| Gabriel Machado          | Jurek                                 | 52–59        | 4–5      |
| Gertrud Nothorn          | Isolde Aich                           | 53–54        | 4        |
| Joachim Regelien         | Kurt Aich                             | 53–54        | 4        |
| Thorsten Nindel          | Jo Minzler                            | 55–58        | 5        |
| Margot Gödrös            | Baronin                               | 56–57        | 5        |
| Walo Lüönd               | Baron Wilhelm                         | 56–57        | 5        |
| Birgit Bockmann          | Frau Hufschmidt                       | 56–59        | 5        |
| Christoph Beis           | Johannes „Hannes“ Junginger           | 57–80        | 5–6      |
| Iris von Kluge           | Jutta („Ratte“) Brandt                | 58–93        | 5–8      |
| Christian von Richthofen | Friedhelm („Mondstein“)               | 59–67        | 5        |
| Floriane Daniel          | Corinna Hagen                         | 60–72        | 5–6      |
| Rosemarie Fendel         | Frl. Maria Jütten                     | 62–74        | 5–6      |
| Diana Urbank             | Karla                                 | 63–64        | 5        |
| Sonja Hilberger          | Annette                               | 63–72        | 5–6      |
| Harald Halgardt          | Empfangschef                          | 64–65        | 5        |
| Cheryl Shepard           | Laura Domin                           | 64–80        | 5–6      |
| Maike Bollow             | Bärbel Schmitz                        | 65–85        | 5–7      |
| Franc Tausch             | Jan („Tiger“) Brandt                  | 66–93        | 5–8      |
| Carolin Loebinger        | Maren Domin                           | 69–70        | 6        |
| Daniel Brühl             | Leander Heiden                        | 71–74        | 6        |
| Alexander Ott            | Christopher Heiden                    | 71–74        | 6        |
| Thomas Rühmann           | Herr Heiden                           | 71–75        | 6        |
| Dietrich Adam            | Dr. Tamm (o. ä.)                      | 73–74        | 6        |
| Susann Uplegger          | Natalie                               | 74–75        | 6        |
| Jörg Friedrich           | Polizist Lohr                         | 77–79        | 6        |
| Volker Herold            | Manager Probst                        | 81–82        | 7        |
| Holger Mahlich           | Herr Krämer                           | 81–82        | 7        |
| Bernhard Schir           | Martin Trasse                         | 81–82        | 7        |
| Sophie Steiner           | Tina                                  | 81–82        | 7        |
| Alexa Wiegandt           | Ursula Trasse                         | 81–82        | 7        |
| Monika Häckermann        | Emmas Sekretärin                      | 81–86        | 7        |
| Jenny Elvers             | Judith Ruhland                        | 81–96        | 7–8      |
| Manfred Andrae           | Prof. Kaltenbrunn                     | 81–100       | 7–8      |
| Doris Schretzmayer       | Emma Lohkamp †                        | 81–100       | 7–8      |
| Anne Brendler            | Dr. Natascha Amberg                   | 81–101       | 7–8      |
| Gert Haucke              | Heinz Otto                            | 81–101       | 7–8      |
| Renate Schroeter         | Annemarie Steffen                     | 81–101       | 7–8      |
| Karsten Speck            | Dr. Gregor Kolb                       | 81–101       | 7–8      |
| Ingrid Steeger           | Loni                                  | 81–101       | 7–8      |
| Gerd Silberbauer         | Richard Lohkamp                       | 83–97        | 7–8      |
| Patrick Harzig           | Rudi Hanke                            | 84–85        | 7        |
| Maria Schuster           | Silvia Lüdenscheid                    | 84–94        | 7–8      |
| Corinna Hartmann         | Nadja Keller                          | 84–101       | 7–8      |
| Alexandra Helmig         | Jaqueline Otto                        | 85–101       | 7–8      |
| Thomas Limpinsel         | Hans Kessler                          | 86–91        | 7        |
| Susanne Lüning           | Gudrun („Gundi“) Kessler geb. Schulte | 86–91        | 7        |
| Christiane Filla         | Gefängniswärterin                     | 92–96        | 8        |
| Paul Frielinghaus        | Anwalt Paul Hegemann                  | 93–96        | 8        |
| Tom Mikulla              | Dr. Michael Clemens                   | 93–97        | 8        |
| Hubert Mulzer            | Pater Bonifaz                         | 93–97        | 8        |
| Claudia Brosch           | Dr. Luise Schmidt                     | 93–101       | 8        |
| Frank Jordan             | Dr. Christoph Eichhorn                | 98–101       | 8        |
| Jeremias Kremser         | Kai Eichhorn                          | 98–101       | 8        |
| Meike Gottschalk         | Sophie Klinger                        | 100–101      | 8        |

## Musik und Ableger
- Der Titelsong You Never Walk Alone von Mathou erreichte Platz 16 der deutschen Charts.
- Das in der Serie von der Figur Andrea Junginger komponierte Stück wurde von Robert Schulte Hemming geschrieben und von der Pianistin Juliane Brandenburg eingespielt.
- Unter dem Titel Böses Blut wurde 1993 eine vierteilige Fernsehserie mit einigen Nebenfiguren aus der zweiten Staffel von Freunde fürs Leben als Spin-off produziert.